# Hostišovce
Hostišovce (allemand : Gestesch,  hongrois : Gesztes) est un village de Slovaquie situé dans la région de Banská Bystrica.

## Histoire
La première mention écrite du village date de 1333.

## Démographie

### Évolution de la population
| Année:               | 1994. | 2004.    | 2014.   | 2024.    |
| -------------------- | ----- | -------- | ------- | -------- |
| Nombre de personnes: | 179   | 200      | 253     | 223      |
| Différence:          |       | +11,73 % | +26,5 % | -11,85 % |

| Année:               | 2023. | 2024.   |
| -------------------- | ----- | ------- |
| Nombre de personnes: | 225   | 223     |
| Différence:          |       | -0,88 % |